# 염동운수
염동운수(鹽東運輸)는 서울특별시의 강서구의 마을버스 업체이다. 본사 및 차고지는 서울특별시 강서구 개화동 506-2번지 강서공영차고지 내에 있다.

## 역사
과거에는 염경운수(鹽京運輸)로 강서04(구 8번), 강서06(구 3번)을 운행하였고, 마을버스 개편시에도 염경운수란 이름을 계속 썼으나 2007년쯤 지금의 염동운수로 사명이 변경되었다.

## 운행 노선
- ● 강서04번: 염창역-도시가스-새마을금고-동아1,2차아파트-한마음아파트-이마트-골프장-하이웨이주유소-경북 비즈니스 산업고등학교-마포 중,고등학교,홈플러스 강서점-가양역-증미역-새은약국-동아3차 아파트 (구 강서마을 8번)
- ● 강서06번: 푸르지오 아파트-참병원-송화시장-발산역-양천향교역-벽산아파트 (구 강서마을 3번)
- ● 강서07번: 생태공원 - 방화역 - 방신시장 - 프라임마트 - 롯데수퍼 - 마곡한솔솔파크 - 마곡중학교 - 마곡나루역 - 마곡역 - 공항초교 - 마곡엠밸리7단지 - 마곡중학교 - 길훈아파트 - 롯데수퍼 - 방신시장 - 방화역 - 생태공원

## 보유 차종
- 비야디 자동차: BYD eBus-9
- 현대자동차: 현대 그린시티
- 황해버스: E-SKY 9 ev